# クラウディア・ライストナー
クラウディア・ライストナー（Claudia Leistner、1965年4月15日 - ）は、旧西ドイツルートヴィヒスハーフェン・アム・ライン出身の女性フィギュアスケート選手。1984年サラエボオリンピック、1988年カルガリーオリンピック女子シングルドイツ代表。1989年ヨーロッパフィギュアスケート選手権優勝。

## 経歴
- 1983年世界フィギュアスケート選手権2位。
- 1984年サラエボオリンピックに西ドイツ代表として出場し9位。
- 1988年カルガリーオリンピックに西ドイツ代表として出場し6位。
- 1989年ヨーロッパフィギュアスケート選手権優勝、同年の世界フィギュアスケート選手権で2位となり引退。
- 現在はコーチとして娘のユリア・プフレングレらを指導している。

## 主な戦績
| 大会/年      | 1981-82 | 1982-83 | 1983-84 | 1984-85 | 1985-86 | 1986-87 | 1987-88 | 1988-89 |
| ------------ | ------- | ------- | ------- | ------- | ------- | ------- | ------- | ------- |
| オリンピック |         |         | 9       |         |         |         | 6       |         |
| 世界選手権   | 4       | 2       |         | 6       | 6       | 6       | 4       | 2       |
| 欧州選手権   | 5       | 3       |         | 3       | 5       | 4       | 4       | 1       |
| ドイツ選手権 | 2       | 2       |         | 1       | 1       | 1       | 1       | 1       |